# Grigol Dadiani
Grigol Dadiani o Gregori I Dadiani fou mthavari de Mingrèlia del 1788 al 1791 i del 1794 al 1804, amb una breu interrupció el 1802.
Va néixer el 1774 i era fill de Katsia II Dadiani a qui va succeir a la seva mort.
Deposat el 1791 pel seu germà Mamuka II Dadiani va ser restaurat el 1794 després que la noblesa enderroqués Tariel Dadiani (successor de Mamuka). El 1802 Tariel es va revoltar i va prendre el poder però Grigol va reunir els seus partidaris i va contraatacar recuperant el tron al cap de poc.
El 1802 Grigol I, combatut per Salomó II d'Imerècia, va demanar el protectorat rus, que després es va establir el 1803. El 4 de desembre de 1803 es va signar el tractat de protectorat amb Rússia. La seva segona dona, la princesa Nina (1772-1847), tercera filla de Jordi XII de Kartli, fou regent de Mingrèlia del 23 d'octubre del 1804, fins al 1806.
Va morir enverinat per la seva dona a Muri el 23 d'octubre del 1804 i el va succeir el seu fill Levan V Dadiani.